# The Rising of the Shield Hero
Autre
The Rising of the Shield Hero, connue au Japon sous le nom de Tate no yūsha no nariagari (盾の勇者の成り上がり, litt. « L'Avènement du héros au Bouclier »), est une série de light novel japonais écrite par Aneko Yusagi. L'histoire suit l'épopée de Naofumi Iwatani qui est mystérieusement invoqué dans un autre monde où il est le héros au Bouclier. Publiée à l'origine en ligne comme une série de romans amateurs en 2012, elle est depuis éditée dans la collection MF Books de Frontier Works (ja) et Kadokawa Media Factory avec des illustrations de Minami Seira ; à ce jour, vingt-deux volumes ont été publiés.
La série de romans a été adaptée en une série de manga écrite et dessinée par Aiya Kyu et également publiée dans le magazine de prépublication Monthly Comic Flapper depuis février 2014, et est compilée en volumes reliés depuis juin 2014. La version française est publiée par Doki-Doki depuis juin 2016. Une adaptation en anime par le studio d'animation Kinema Citrus est diffusée pour la première fois entre le 9 janvier et le 26 juin 2019. Une deuxième saison est diffusée entre avril et juin 2022 et une troisième saison est diffusée d'octobre 2023 à décembre 2023. La saison 4 est diffusée depuis juillet 2025.
Le spin-off Yari no yūsha no yarinaoshi (槍の勇者のやり直し, litt. « Nouveau départ du héros à la Lance »), publié sur Shōsetsuka ni narō entre avril 2014 et mai 2015, est aussi adapté en light novel et en manga. Une série dérivée de manga au format quatre cases, intitulée Tate no yūsha no to aru 1-nichi (盾の勇者のとある一日, litt. « Une journée avec le héros au Bouclier »), est publiée dans le Comic Dengeki Daioh "g" de Kadokawa entre septembre 2018 et juin 2020.

## Synopsis
Naofumi Iwatani a été invoqué dans un autre monde avec trois autres garçons originaires de Japons parallèles pour devenir les « Quatre Héros légendaires », ou « Quatre Saints ancestraux » (四聖勇者, Shisei yūsha), de ce monde. Chacun des Héros était équipé de son propre équipement légendaire dès leur invocation : Naofumi a reçu le « Bouclier légendaire », seul équipement défensif des quatre, tandis que les autres ont reçu une arme offensive.
En raison du manque de charisme et d'expérience de Naofumi, il s'est retrouvé avec un seul coéquipier pour l'accompagner, une jeune femme séduisante, tandis que les autres en reçurent plusieurs : malheureusement, lors du deuxième jour Naofumi est trahi, dépouillé et faussement accusé par ladite coéquipière.
Tombé en disgrâce et persécuté par tout le monde dans le royaume, du roi aux paysans, les pensées de Naofumi ne sont plus emplies que de vengeance et de haine. Ainsi commence son périple dans ce monde où il devra progresser seul…

## Personnages

### Personnages principaux
Naofumi Iwatani (岩谷尚文, Iwatani Naofumi) (identité réelle) / le « Héros au Bouclier » (盾の勇者, Tate no yūsha) ; le « Saint de l'Oiseau divin » (神鳥の聖人, Kandori no seijin) (surnoms)
Voix japonaise : Kaito Ishikawa, voix française : Nicolas Matthys,,
Le Héros au Bouclier est le protagoniste de l'histoire. Son code couleur est le vert.
Naofumi Iwatani était un étudiant en deuxième année à l'université : il a été invoqué alors qu'il était en train de lire un livre sur quatre Héros individuellement détenteurs d'une arme spécifique. Bien qu'à l'origine il était une personne socialement maladroite et gentille, ses expériences avec Myne très peu de temps après son invocation l'ont rendu sombre et cynique : il reste cependant, sous ses airs austères et intéressés, une personne généreuse et empathique, plus particulièrement envers Raphtalia et Filo qui furent ses seuls soutiens proches durant son discrédit.
Bien qu'il ait connu des débuts difficiles en raison de sa disgrâce injuste et des machinations de la princesse Malty, et qu'il soit ainsi à un niveau beaucoup plus bas que les autres Héros car empêché par tous les moyens de progresser aussi facilement qu'eux, il est néanmoins par la force des choses celui des quatre qui sait le mieux utiliser son arme et, grâce à son expérience et ses efforts personnels, possède le plus de capacités et de puissance. Intelligent dans son autodidactie, il comprend comment « nourrir » au mieux son bouclier et possède alors une grande variété de techniques : de nombreux boucliers qui améliorent ses statistiques ainsi que celles de ses alliés, tout en diminuant ceux de ses adversaires. Son arme de malédiction est le Bouclier du Courroux, qui lui donne une force immense lorsqu'il cède à ses sentiments les plus violents (haine, colère, vengeance...) cependant, il peut perdre le contrôle de lui-même en l'utilisant et ses statistiques demeurent radicalement abaissées durant un certain temps. Il obtient également les boucliers des Sept Nouveaux Péchés Capitaux, qui représentent les péchés de l'homme moderne et qui portent des inconvénients plus étranges et abstraits.
Il avait vingt ans lorsqu'il a été invoqué, ce qui en fait le second plus âgé des Quatre Héros.
Raphtalia (ラフタリア, Rafutaria) (identité réelle) / l'« Épée (刀, Katana) [de Naofumi/du Héros au Bouclier] » (surnom autoproclamé)
Voix japonaise : Asami Setō, voix française : Nancy Philippot (saison 1) puis Laetitia Lienart (depuis la aison 2),
Une Semi-Humaine (亜人, Ajin) tanuki orpheline que Naofumi, en pleine disgrâce, a achetée puis élevée quand elle était une jeune esclave.
Elle a tout perdu lors de la première vague, antérieure à l'invocation des Quatre Héros et durant laquelle son village fut détruit ainsi que ses parents, tués par l'un des monstres en la protégeant : pensant pouvoir motiver les survivants à relever leur village, ils furent néanmoins immédiatement attaqués (leur seigneur, bienveillant envers les Semi-Humains, étant également mort durant la vague) par des soldats royaux corrompus, qui les constituèrent prisonniers pour en faire des esclaves. Elle est présentée par le marchand d'esclaves comme d'une santé fragile et avec des problèmes psychologiques : Naofumi l'a néanmoins choisie.
Par sa condition semi-humaine, sa croissance se développe au fur et à mesure qu'elle gagne en niveau et puissance : elle a environ dix ans lors de son adoption, mais paraîtra en avoir le double par la suite. Filo et elle sont les seuls êtres au monde à bénéficier totalement de la confiance de Naofumi, et sont souvent en compétition pour obtenir son attention. Raphtalia est tendre, amoureuse et entièrement dévouée à Naofumi, dont elle se proclame l'Épée, et redoute le jour où il devrait repartir dans son monde, au point d'en être rongée : elle lui pose souvent des questions à ce sujet, lui signifiant son désir affirmé de le suivre (si cela devait arriver) pour rester à ses côtés, ou (indirectement) en rapport avec ses préférences en matière de femme, désirant qu'il ne la perçoive plus comme l'enfant qu'il a recueillie et manifestant une relative possessivité à son égard.
Elle est épéiste et spécialisée dans les magies d'ombre, de lumière et d'illusion.
Filo (フィーロ, Fīro) (identité réelle) / l'« Oiseau divin » (神鳥, Kandori) (surnom)
Voix japonaise : Rina Hidaka, voix française : Marie Du Bled,,
Une Filorial (créature aviaire rappelant un Chocobo de la série Final Fantasy) née d'un œuf que Naofumi a acheté chez le même marchand d'esclaves qui lui a vendu Raphtalia.
Dans sa forme humaine, elle est une petite fillette de dix ans blonde et aux yeux bleus, pourvue d'ailes et aux allures d'ange. En qualité de future Reine Filorial, elle est aussi destinée à recevoir à chaque étape de son évolution un épi supplémentaire en haut du front, caractéristique de sa montée en puissance.
Bien qu'elle soit née d'un œuf de Filorial ordinaire, son élevage par un Héros légendaire la rend différente de ses congénères : douée de parole, pouvant prendre forme humaine ou voler, plus évoluée et grandissant plus vite que ses semblables à l'instar de Raphtalia, plus imposante et puissante... faisant d'elle la première prétendante pour devenir la prochaine Reine Filorial. Devenues de suite amies et très proches avec la princesse héritière Melty Melromarc, Filo a la mentalité d'une enfant simple, joviale et fonceuse, n'hésitant jamais à attaquer un ennemi désigné quel qu'il soit, à satisfaire ses propres envies et caprices, ou à agir pour défendre ou obtenir les faveurs de son maître, envers qui elle est radicalement fidèle et possessive (quitte à entrer en conflit avec Raphtalia).
Elle est le membre le plus fort de leur groupe (mais toujours moins que la reine actuelle Filtoria, qui reste l'être le plus puissant de leur monde) : les capacités de Filo rivalisent voire, surpassent celles de Ren et lui permettent de calmer les ardeurs libidineuses de Motoyasu, qu'elle peut mettre hors d'état en un seul coup. Elle est extrêmement rapide, se bat au corps à corps avec sa force, sa tête ainsi que ses pattes griffues (ou substitut armuré et ses quatre membres sous sa forme humaine), et utilise la magie du vent.

### Personnages secondaires

#### Les autres Héros légendaires
Motoyasu Kitamura (北村元康, Kitamura Motoyasu) (identité réelle) / le « Héros à la Lance » (槍の勇者, Yari no yūsha) (surnom)
Voix japonaise : Makoto Takahashi (ja), voix française : Pierre Le Bec,,
Le Héros à la Lance. Son code couleur est le rouge.
C'était un étudiant de vingt-et-un ans, ce qui fait de lui l'aîné des Quatre Héros invoqués. Il possède une personnalité optimiste mais naïve, irréfléchie et très narcissique, se souciant plus des privilèges et du prestige dont il jouit que de faire son devoir, et se montre trop buté pour raisonner objectivement lors des situations et assumer les conséquences de ses actes, reportant facilement ses propres fautes ou erreurs sur les autres (plus particulièrement avec Naofumi). Jouant à tort et à travers les chevaliers blancs « sauveurs » de la gent féminine, il est assez bête pour se faire aisément tromper et utiliser par son équipière la princesse Malty, qui en fait ainsi le plus antagoniste des trois envers le Héros au Bouclier lors de sa disgrâce. Cachant un coureur de jupons invétéré et limite obsédé, il poursuit de ses avances Raphtalia dans un premier temps, puis Filo (sous son apparence de fillette) et ce, à la limite du harcèlement : attitude qu'elle calme régulièrement en le frappant là où ça fait mal.
Il est le protagoniste de la série dérivée Yari no Yūsha no Yarinaoshi : Motoyasu, après avoir été tué au combat, débloque la capacité de voyager dans le temps et revient au début de la série avec ses statistiques et ses souvenirs de Filo intacts. Se proclamant comme « le Chasseur d'Amour », il se consacre de nouveau à la conquête du cœur de Filo, ainsi qu'à la protection de Naofumi contre les événements qui l'ont rendu cynique ; avec des résultats généralement mitigés.
Ren Amaki (天木錬, Amaki Ren) (identité réelle) / le « Héros à l'Épée » (剣の勇者, Ken no yūsha) (surnom)
Voix japonaise : Yoshitsugu Matsuoka, voix française : Maxime Van Santfoort,,
Le Héros à l'Épée. Son code couleur est le bleu.
C'était un lycéen de seize ans, ce qui fait de lui le plus jeune des Quatre Héros invoqués. Étant amateur de MMORPG, il croit d'abord être arrivé dans l'un de ces derniers et continue d'agir dans cet état d'esprit, ce qui fausse sa manière d'évoluer et interagir dans ce monde plus vrai que nature et le rend comme les trois autres Héros, contrairement à Naofumi, incapable d'appréhender objectivement les conséquences de ses actes. Également assez silencieux, un brin hautain et individualiste, il s'est habitué à œuvrer seul car il ne possède pas d'esprit d'équipe. Malgré ses propres défauts et erreurs, il demeure tout de même le plus fort ainsi que le moins idiot et immature des trois autres Héros : bien que tardivement, il est le premier des trois à avoir des doutes concernant le complot tramé contre Naofumi et la jeune princesse Melty, victime d'une tentative d'assassinat par sa sœur aînée Myne/Malty afin d'hériter du trône à sa place.
Itsuki Kawasumi (川澄樹, Kawasumi Itsuki) (identité réelle) / le « Héros à l'Arc » (弓の勇者, Yumi no yūsha) (surnom)
Voix japonaise : Yoshitaka Yamaya (ja), voix française : Thibaut Delmotte,,
Le Héros à l'Arc. Son code couleur est le jaune.
C'était un lycéen de dix-sept ans, ce qui fait de lui le troisième en ancienneté des Quatre Héros invoqués. Bien qu'il semble être de prime abord une personne assez calme et mystérieuse, il trahit une sorte de complexe messianique, et a donc tendance à jouer à tort et à travers les justiciers moralisateurs. Également prétentieux, orgueilleux, de mauvaise foi et inconséquent, il justifie puérilement ses actions, même les plus nuisibles ou impulsives, au nom de la « justice », ce qui l'empêche d'avoir du recul sur ses actes et de se remettre en question.

#### Compagnons des Héros

##### Groupe de Motoyasu
Myne Suphia (マイン・スフィア, Main Sufia) (nom d'aventurière) / Malty S. Melromarc (マルティ＝S＝メルロマルク, Maruti S Meruromaruku) (identité réelle) / la « Garce » (ヴィッチ, Vitchi) (nouvelle identité par Naofumi) / la « Traînée » (アバズレ, Abazure) (nouveau nom d'aventurière par Naofumi)
Voix japonaise : Sarah Emi Bridcutt (ja), voix française : Claire Tefnin,,
L'ancienne première princesse de Melromarc et membre du groupe du Héros à la Lance, elle est la première antagoniste de l'histoire.
Menteuse compulsive et manipulatrice perverse, elle a feint de rejoindre seule Naofumi au début sous le nom de Myne pour lui nuire en le trompant, lui volant son argent et tous ses biens, et enfin en le détruisant par une mise en scène et une fausse accusation de viol, avec la complicité de son père le roi.
Naofumi ressent envers elle une haine incommensurable, car elle est à l'origine des persécutions injustifiées qu'il a subies dès le début de son aventure par les habitants du royaume ainsi que les autres héros, notamment celui à la Lance qu'elle a mystifié en permanence durant sa disgrâce (et avec lequel il est donc le plus en froid), et n'a eu de cesse de chercher à le détruire par toutes les machinations possibles et imaginables. Dépourvue de scrupules, elle est prête à toutes les bassesses, comme tenter de tuer sa propre sœur Melty de ses mains — et sous couvert de faux motifs — pour accéder au titre d'héritière.

##### Groupe d'Itsuki
Rishia Ivyred (リーシア＝アイヴィレッド, Rīshia Aivūireddo)
Voix japonaise : Natsuko Hara (ja), voix française : Ludivine Deworst,
À l'origine membre de l'équipe d'Itsuki malgré ses faibles capacités, elle a été rejetée de son groupe à la suite de fausses accusations ourdies par ses compagnons pour se venger du rôle déterminant qu'elle a joué malgré elle durant la vague des îles Calmira. Voulant se noyer à la suite de cet abandon, elle a été cependant repêchée et, apprenant d'elle qu'elle subissait le même genre d'injustice dont il avait précédemment souffert, est recueillie dans son groupe par le Héros au Bouclier pour l'aider à s'entraîner et devenir plus forte : elle en ressent du respect pour Naofumi, mais conserve en dépit de son rejet son amour pour le Héros à l'Arc, qui l'avait aidée auparavant.

##### Groupe de Naofumi
Fohl (フォウル, Fouru)
Voix japonaise : Kōhei Amasaki, voix française : Arthur Dubois
Un Semi-humain tigre blanc, frère d’Atla recueilli avec elle par le Héros au Bouclier et comptant parmi ses nombreux esclaves (de principe).
Liée à la royauté de SiltVelt, leur famille perdit ses privilèges conséquemment à une défaite militaire, et ils furent tous deux élevés à proximité dans une maison secondaire avec de nombreux domestiques : il en partit un beau jour en voyage avec sa sœur à dessein de la guérir d’un mal génétique, mais une succession de malheurs avec l’accumulation de dettes les forcèrent à devenir des esclaves, et l’état d’Atla se dégrada sous ses yeux impuissants jusqu’à leur rencontre avec Naofumi, qui soigne cette dernière et les ramènent avec lui au village de Raphtalia.
S’il se montre souvent froid avec le Héros au Bouclier, et difficile à cause de son caractère (ainsi que son instinct protecteur très développé pour Atla), il lui témoigne tout de même un certain respect pour les avoir sauvés, et réussi pour sa sœur ce qu’il a lui-même échoué à accomplir.
Atla (アトラ, Atora)
Voix japonaise : Konomi Kohara, voix française : Leila Devin
Une Semi-humaine tigresse blanche aveugle, sœur de Fohl recueillie avec lui par le Héros au Bouclier et comptant parmi ses nombreux esclaves (de principe).
Née avec un trouble génétique dégénératif, elle était d’une faible constitution et à un stade avancé lorsque Naofumi les trouva tous deux comme esclaves : son frère fit tout pour la soigner de son mal, mais échoua face aux injustices qui les frappèrent et son état devint trop sévèrement dégradé. Le Héros au Bouclier parvient cependant à la sauver en lui produisant de l’Élixir d'Yggdrasil, potion de guérison la plus puissante, et les ramènent avec lui au village de Raphtalia : si Atla est définitivement soignée de sa maladie, elle en conserve toutefois des séquelles irréversibles dont sa cécité. Elle a appris à compenser ce handicap en percevant le Qi (l’énergie vitale de tout être vivant) des autres, et manipuler le sien au combat avec les arts martiaux.
Aussi ouvertement que profondément amoureuse de Naofumi (au grand agacement de Fohl et quelque peu, de Raphtalia), elle a pris l’habitude — après récupération de sa motricité — de s’introduire dans son lit la nuit pour se blottir contre lui.

#### Famille royale de Melromarc
Melty Q. Melromarc (メルティ＝Q＝メルロマルク, Meruti Q Meruromaruku)
Voix japonaise : Maaya Uchida, voix française : Helena Coppejans (saisons 1-2),, puis Catherine Hanotiau (saison 3),
La seconde princesse et l'héritière du trône.
Contrairement à sa sœur Malty, qui est aussi corrompue que son père, étant plus proche de leur mère elle est d'une personnalité aimable et gentille. Elle a tout comme cette dernière une affection extrême pour les Filoriaux, ce qui explique qu'elle soit devenue très vite amie avec Filo qu'elle adore et envers qui elle déborde d'affection (au point de faire brièvement supposer à tort Naofumi qu’elles pourraient être amoureuses). Dans un premier temps, à cause de ce que lui avaient fait subir sa sœur Malty et leur père le roi, Naofumi supposait par leur parenté qu'elle devait être comme ces derniers, jusqu'à la tentative d'assassinat — sur ordre de son aînée — dont elle fut la cible par les mêmes chevaliers qui devaient la protéger. L'ayant sauvée et protégée de ce complot dirigé contre eux (Naofumi servant à nouveau de coupable idéal), il a finalement réussi à l'accepter comme une alliée et elle est, pour sa part, tombée amoureuse de lui.
Elle était constamment dorlotée par sa mère et soucieuse de faire bonne figure pour ne pas la décevoir, mais celle-ci est ravie de voir l'influence que le Héros au Bouclier a sur sa personnalité.
Aultcray Melromarc XXXIIe (オルトクレイ＝メルロマルク３２世, Orutokurei Meruromaruku 32-sei) (identité réelle) / l'« Ordure » (クズ, Kuzu) (nouvelle identité par Naofumi)
Voix japonaise : Yutaka Nakano (ja), voix française : Michel Hinderyckx (saison 1), puis Vincent Dussaiwoir (saison 3),
Roi de Melromarc, il est le second antagoniste au début de l'histoire.
Il a d'abord suivi la religion des Trois héros, acceptant la conviction que le Héros au Bouclier était un démon, et a de son chef fait exécuter, contrairement à l'accord avec les autres nations, l'invocation des quatre Héros au sein de son propre royaume. Complice des machinations de sa fille Malty à l'encontre du Héros au Bouclier pour lequel il voue une haine aveugle, ils ont tous deux fait de son existence sur leur territoire un enfer vivant. Cependant, lorsque la reine revient de son voyage diplomatique pour rattraper ses fautes, il est dépouillé de ses pouvoirs et rebaptisé « Ordure » par Naofumi. Quand il finit par prendre conscience de la gravité de ses actes, il se repent auprès du Héros au Bouclier et conserve en ce but son titre d'« Ordure », reconnaissant qu'il ne valait pas mieux que cela.
Dans sa jeunesse, il fut le Héros à la Canne et était également appelé le Grand Roi de la Sagesse.
Mirelia Q. Melromarc (ミレリア＝Q＝メルロマルク, Mireria Q Meruromaruku)
Voix japonaise : Kikuko Inoue, voix française : Sandrine Henry (saisons 1-2), puis Sophie Landresse (saison 3),
Reine et véritable souveraine de Melromarc, qui est une monarchie matriarcale, malgré son absence elle était déjà au début de l'histoire l'un des rares soutiens du Héros au Bouclier, qu'elle respecte.
Durant les débuts des aventures des Quatre Héros, elle n'était pas présente au pays en raison de ses efforts diplomatiques pour maintenir la paix entre les royaumes à la suite des ingérences de son époux, qui a invoqué chez eux les Quatre Héros à la fois contrairement à l'accord passé avec les autres nations. Quand elle découvre ce qui s'est passé en son absence, elle s'efforce à son retour à réparer les dégâts et abus — ainsi que les torts qu'a subi Naofumi — en débarrassant son pays du Culte des Trois Héros (qui diabolisait le « Démon au Bouclier » en faveur des trois autres Héros) ; innocentant le Héros au Bouclier de tous les affronts et accusations faites à son encontre et s'assurant de blanchir son nom auprès de tous ses sujets ; en ce sens, tenir un procès public de son époux et de sa fille aînée afin de révéler leurs machinations au peuple et les destituer ; et allant, par souci du devoir — en dépit de ce que cela lui coûte en tant que mère et épouse, jusqu'à les condamner à une décapitation publique pour leur trahison, et afin de laver pleinement l'affront envers le Héros au Bouclier : celui-ci devinant son chagrin ainsi que sa détresse au-delà des apparences, et malgré ses griefs personnels envers eux, intervient toutefois au dernier instant de l'exécution en donnant le change pour lui permettre de les épargner sans perdre la face en les punissant autrement.
Après cela, toujours soucieuse de compenser ce qu'a subi Naofumi et lui montrer sa reconnaissance, elle lui accorde de nombreux avantages et exemptions en qualité de Héros, et entretient avec lui une relation de confiance particulière en tant que soutien politique (et mère de Melty).

#### Autres
Le « Patron » (武器屋の親父, Buki-ya no oyaji) (surnom par Naofumi) / Elhart (エルハルト, Eruharuto) (identité réelle)
Voix japonaise : Hiroki Yasumoto, voix française : Jean-François Rossion
Armurier bien bâti et balafré qui gère un magasin à Melromarc, il devient par la force des choses le fournisseur régulier du Héros au Bouclier, dont il comprend intuitivement et rapidement que les accusations dirigées contre lui sont injustifiées.
Son nom n'est révélé qu'à partir du 13e volume du roman.

## Productions et supports

### Light novel

Logo original de la série.

Le travail original, écrit et conçu par Aneko Yusagi, a été publié sur le site Shōsetsuka ni narō entre le 29 octobre 2012 et le 9 mai 2014. Conçu à la base par l'auteur comme une série de romans amateurs, elle a ensuite été réécrite avec un scénario élargi lors de sa publication en light novel avec des illustrations de Minami Seira à partir d'août 2013 ; et à ce jour, vingt-deux volumes ont été publiés sous la collection MF Books, collection conjointe de Frontier Works (ja) et la marque Media Factory de la maison d'édition japonaise Kadokawa. En Amérique du Nord, les droits d'éditions ont été acquis par One Peace Books.
Un spin-off, intitulé Yari no yūsha no yarinaoshi (槍の勇者のやり直し, litt. « Nouveau départ du héros à la Lance »), a aussi été publié sur le site Shōsetsuka ni narō entre le 1er avril 2014 et le 28 mai 2015 ; il a été annoncé en juillet 2017 que cette série dérivée recevrait également une adaptation en format light novel. Comme pour la série principale, Minami Seira réalise les illustrations pour ces romans spin-off. L'histoire de cette comédie suit celle du héros à la Lance, Motoyasu Kitamura. Au bord de la mort, il acquiert le pouvoir de remonter le temps et décide qu'il l'utilisera pour devenir plus fort et commencer un « nouveau jeu ». Kadokawa se charge de l'impression et de la publication des volumes sous la collection MF Books avec le premier volume sorti en septembre 2017 ; cinq volumes ont été publiés à ce jour.

### Manga
Dessinée par Aiya Kyū, une adaptation en manga est en cours de publication depuis le numéro de mars 2014 du magazine de prépublication Monthly Comic Flapper, paru le 5 février 2014. Les chapitres sont rassemblés et édités dans le format tankōbon par Media Factory (intégrée dans Kadokawa) avec le premier volume publié en juin 2014 ; le 23 juillet 2025, la série compte vingt-huit volumes tankōbon. En avril 2016, Doki-Doki a annoncé l'acquisition de la licence du manga pour la version française, sous le titre The Rising of the Shield Hero, dont le premier tome est publié le 1er juin 2016. En Amérique du Nord, One Peace Books détient les droits d'éditions de la série.
Le spin-off Yari no yūsha no yarinaoshi (槍の勇者のやり直し) est également adapté en manga, auquel NEET en est le dessinateur. La prépublication du manga a débuté sur les sites ComicWalker, de Kadokawa, et Niconico Seiga à partir du 21 août 2017. Le premier volume tankōbon est sorti le 22 décembre 2017 ; la série compte à ce jour onze volumes tankōbon.
Tate no yūsha no to aru 1-nichi (盾の勇者のとある一日, litt. « Une journée avec le héros au Bouclier ») est une série dérivée de manga au format quatre cases lancée dans le 61e numéro du Comic Dengeki Daioh "g" de Kadokawa, sorti le 27 septembre 2018. Le dernier chapitre est publié dans le 82e numéro du magazine, paru le 27 juin 2020. Dessinée par Akagashi, l'histoire se centre sur le quotidien du groupe de Naofumi Iwatani et dont la première partie est consacrée au point de vue de Raphtalia juste après être devenue son esclave. Le premier volume tankōbon est sorti en mars 2019 ; elle est composée au total de trois volumes tankōbon.
Un spin-off, dessiné par Amamichi Akano, est lancé sur le site ComicWalker de Kadokawa le 21 août 2019. Intitulé Tate no yūsha no oshinagaki (盾の勇者のおしながき), il se centre sur la cuisine des personnages. Le premier volume tankōbon est sorti en février 2020.
Un manga d'anthologie centré sur Raphtalia a été publié le 21 décembre 2018  (ISBN 978-4-04-065340-2). Celui-ci s'intitule Raphtalia to issho (ラフタリアといっしょ, Rafutaria to issho, litt. « Ensemble avec Raphtalia »). Doki-Doki publiera la version française, sous le titre The Rising of the Shield Hero - Anthologie : Ensemble avec Raphtalia, le 8 janvier 2020  (ISBN 978-2-81897-496-4),. Filo to issho (フィーロといっしょ, Fīro to issho, litt. « Ensemble avec Filo ») est le second manga anthologique qui est centré sur Filo. Il est sorti le 22 mars 2019  (ISBN 978-4-04-065592-5).

### Adaptation animée
Il a été annoncé en juin 2017 que la série de light novel Tate no yūsha no nariagari recevra une adaptation anime. Celle-ci est produite par le studio d'animation Kinema Citrus, dans lequel Takao Abo est chargé de sa réalisation, tandis que Keigo Koyonagi s'occupe du scénario, les chara-designs sont quant à eux confiés à Masahiro Suwa. Kevin Penkin a composé la bande originale. La série est diffusée pour la première fois au Japon entre le 9 janvier et le 26 juin 2019 sur AT-X, et un peu plus tard sur Tokyo MX, KBS, SUN, BS11, TVA et TVQ,. Elle est composée de 25 épisodes répartis dans quatre coffrets Blu-ray/DVD. L'épisode pilote dure 47 minutes,.
Il a été annoncé lors du Crunchyroll Expo le 1er septembre 2019 qu'une deuxième et une troisième saison sont en cours de production,. C'est au cours de la Virtual Crunchyroll Expo en septembre 2020 qu'il est indiqué que la deuxième saison est prévue pour 2021, dont Masato Jinbo remplace Takao Abo à la réalisation chez Kinema Citrus et DR MOVIE (ja) avec les scripts de Keigo Koyanagi, les chara-designs de Masahiro Suwa et une bande originale de nouveau composée par Kevin Penkin,. Sa diffusion était initialement prévue pour octobre 2021, avant d'être finalement repoussé à avril 2022.
Crunchyroll diffuse la série en simulcast dans le monde entier, excepté en Asie,. Depuis le 10 août 2021, une version française est également diffusée par la plateforme,,,,, elle est réalisée par le studio de doublage SDI Media Belgium,,, sous la direction artistique de Delphine Chauvier,, par des dialogues adaptés de Géraldine Godiet. Le premier épisode est diffusé lors du Crunchyroll Expo de 2018, qui a lieu du 1er au 3 septembre aux États-Unis. Une avant-première de la série a également eu lieu le 21 octobre 2018 à Paris Manga en France. Elle est suivie d'une projection qui s'est déroulée le 18 novembre de la même année au salon Art to Play à Nantes. Aniplus Asia diffuse la série en Indonésie, en Malaisie, aux Philippines, à Singapour et en Thaïlande. Bilibili la diffuse également en streaming en Chine.
En octobre 2019, il a été révélé que les personnages de la série intégreront la seconde saison d'Isekai Quartet (異世界かるてっと, Isekai Karutetto), le projet d'animation crossover entre KonoSuba, Yōjo Senki, Overlord et Re:Zero. Elle est diffusée en janvier 2020.
Une saison 2 a été annoncée en durant la Kadokawa Light Novel Expo 2020 et devait sortir en octobre 2021 mais a été repoussée. La saison est finalement diffusée du 6 avril 2022 au 29 juin 2022 avec un nombre total de 13 épisodes. Au japon, elle est diffusée sur AT-X, et un peu plus tard sur Tokyo MX, KBS Kyoto, Sun TV et BS11. Dans les pays francophones, la série est diffusée en simulcast sur Crunchyroll.
Une saison 3 sera réalisée par Hitoshi Haga en gardant la même équipe que la saison 2 avec en plus Alfredo Sirica (it) et Natalie Jeffrey pour la composition de la musique. Masahiro Suwa est rejoint par Franziska van Wulfen et Sana Komatsu pour le design des personnages,. La saison est diffusée du 6 octobre 2023 au 22 décembre 2023.
Une quatrième saison est annoncée le 22 janvier 2024. Aucune précision n'a été donnée quant à la réalisation et au casting, mais les messages d'Hitoshi Haga et de la plupart des acteurs laissent supposer qu'ils devraient reprendre leurs rôles. La série est diffusée à partir du 9 juillet 2025,. Crunchyroll confirme avoir des droits de diffusion similaire à la saison 3 dans la plupart des pays hors Asie

#### Musique

##### Génériques
Le groupe MADKID (ja) interprète les chansons des génériques d'ouverture et Chiai Fujikawa (ja), celles des génériques de fermeture (nonobstant celle pour le quatrième épisode de la saison 3, qui est interprétée par Asami Setō),,,.
Les musiques de scène sont des compositions originales tirées de la bande originale de l’œuvre.

### Jeux vidéo
Une adaptation en un J-RPG réalisée sur RPG Maker MV, intitulé Tate no yūsha no nariagari for RPG Maker MV (盾の勇者の成り上がり for RPGツクールMV), est sortie gratuitement le 26 avril 2019 sur la plateforme RPG Atsumaru de Niconico. Le jeu se déroule du point de vue de Naofumi avec Raphtalia qui participe aux combats. Les balloranges de la série peuvent être utilisées comme des armes et au fur et à mesure que l'histoire avance, le joueur peut obtenir différents boucliers.
Un second jeu RPG Maker MV intitulé The Rising of the Shield Hero: Relive The Animation (盾の勇者の成り上がり Relive The Animation, Tate no yūsha no nariagari: Relive The Animation) sortira en automne 2019 sur iOS et Android ainsi que sur PC via Steam le 24 septembre 2019,. Celui-ci reprend essentiellement les scènes marquantes de l'anime, avec des combats où le joueur doit tirer profit des caractéristiques de Naofumi, mais il peut également voyager à travers Melromarc afin de faire du commerce et obtenir des objets pour améliorer son bouclier.

### Adaptation théâtrale
Le 16 septembre 2019, il a été annoncé que la série d'animation est adaptée sous forme de pièce de théâtre. Elle est réalisée par Satoshi Ōgita avec un scénario écrit par Kaori Moriyama avec Kazuki Unebasami de Scissors Blitz qui en est le producteur et dont Scissors Blitz se charge également de la planification et de la production. Celle-ci sera jouée au Cool Japan Park Osaka TT Hall d'Osaka du 27 au 29 mars 2019 et au Theater Sun-mall de Tokyo entre le 2 et le 12 avril 2019.

#### Distribution
| Personnage          | Interprète (version originale,) |
| ------------------- | ------------------------------- |
| Naofumi Iwatani     | Yūya Uno (ja)                   |
| Raphtalia           | Carin Isobe (ja)                |
| Raphtalia (enfant)  | Erena Kamata                    |
| Ren Amaki           | Yūho Matsui (ja)                |
| Itsuki Kawasumi     | Taiga Fukazawa (ja)             |
| Ake                 | Ryūya Ishigami                  |
| Marchand d'esclaves | Kotori Kojima                   |
| Myne                | Sarah Emi Bridcutt (ja)         |
| Elhart              | Atsushi Maruyama (ja)           |
| Aultcray            | Isamu Ishizaka (ja)             |

## Accueil
Le tirage total de la franchise, comprenant les différents romans et mangas, s'élève à 4 millions de copies en février 2019. En avril 2019, 6,2 millions d'exemplaires de romans et de mangas ont été imprimés.
La série principale de manga est la troisième série la plus vendue de BookWalker, l'une des plus grandes librairies numériques au Japon, pour le premier semestre de 2019.

### Œuvres
Édition japonaise
Light novel
Tate no yūsha no nariagari
1. 1 2 3  (ja) « Tome 05 », sur Kadokawa
2. 1 2  (ja) « Tome 01 », sur Kadokawa
3. 1 2  (ja) « Tome 02 », sur Kadokawa
4. 1 2  (ja) « Tome 03 », sur Kadokawa
5. 1 2  (ja) « Tome 04 », sur Kadokawa
6. 1 2  (ja) « Tome 06 », sur Kadokawa
7. 1 2  (ja) « Tome 07 », sur Kadokawa
8. 1 2  (ja) « Tome 08 », sur Kadokawa
9. 1 2  (ja) « Tome 09 », sur Kadokawa
10. 1 2  (ja) « Tome 10 », sur Kadokawa
11. 1 2  (ja) « Tome 11 », sur Kadokawa
12. 1 2  (ja) « Tome 12 », sur Kadokawa
13. 1 2  (ja) « Tome 13 », sur Kadokawa
14. 1 2  (ja) « Tome 14 », sur Kadokawa
15. 1 2  (ja) « Tome 15 », sur Kadokawa
16. 1 2  (ja) « Tome 16 », sur Kadokawa
17. 1 2  (ja) « Tome 17 », sur Kadokawa
18. 1 2  (ja) « Tome 18 », sur Kadokawa
19. 1 2  (ja) « Tome 19 », sur Kadokawa
20. 1 2  (ja) « Tome 20 », sur Kadokawa
21. 1 2  (ja) « Tome 21 », sur Kadokawa
22. 1 2  (ja) « Tome 22 », sur Kadokawa

Yari no yūsha no yarinaoshi
1. 1 2  (ja) « Tome 1 », sur Kadokawa
2. 1 2  (ja) « Tome 2 », sur Kadokawa
3. 1 2  (ja) « Tome 3 », sur Kadokawa
4. 1 2  (ja) « Tome 4 », sur Kadokawa
5. 1 2  (ja) « Tome 5 », sur Kadokawa

Manga
Tate no yūsha no nariagari
1. 1 2  (ja) « Tome 01 », sur Kadokawa
2. 1 2  (ja) « Tome 02 », sur Kadokawa
3. 1 2  (ja) « Tome 03 », sur Kadokawa
4. 1 2  (ja) « Tome 04 », sur Kadokawa
5. 1 2  (ja) « Tome 05 », sur Kadokawa
6. 1 2  (ja) « Tome 06 », sur Kadokawa
7. 1 2  (ja) « Tome 07 », sur Kadokawa
8. 1 2  (ja) « Tome 08 », sur Kadokawa
9. 1 2  (ja) « Tome 09 », sur Kadokawa
10. 1 2  (ja) « Tome 10 », sur Kadokawa
11. 1 2  (ja) « Tome 11 », sur Kadokawa
12. 1 2  (ja) « Tome 12 », sur Kadokawa
13. 1 2  (ja) « Tome 13 », sur Kadokawa
14. 1 2  (ja) « Tome 14 », sur Kadokawa
15. 1 2  (ja) « Tome 15 », sur Kadokawa
16. 1 2  (ja) « Tome 16 », sur Kadokawa
17. 1 2  (ja) « Tome 17 », sur Kadokawa
18. 1 2  (ja) « Tome 18 », sur Kadokawa
19. 1 2  (ja) « Tome 19 », sur Kadokawa
20. 1 2  (ja) « Tome 20 », sur Kadokawa
21. 1 2  (ja) « Tome 21 », sur Kadokawa
22. 1 2  (ja) « Tome 22 », sur Kadokawa
23. 1 2  (ja) « Tome 23 », sur Kadokawa
24. 1 2  (ja) « Tome 24 », sur Kadokawa
25. 1 2  (ja) « Tome 25 », sur Kadokawa
26. 1 2  (ja) « Tome 26 », sur Kadokawa
27. 1 2  (ja) « Tome 27 », sur Kadokawa
28. 1 2  (ja) « Tome 28 », sur Kadokawa

Yari no yūsha no yarinaoshi
1. 1 2  (ja) « Tome 1 », sur Kadokawa
2. 1 2  (ja) « Tome 2 », sur Kadokawa
3. 1 2  (ja) « Tome 3 », sur Kadokawa
4. 1 2  (ja) « Tome 4 », sur Kadokawa
5. 1 2  (ja) « Tome 5 », sur Kadokawa
6. 1 2  (ja) « Tome 5 (édition spéciale) », sur Kadokawa
7. 1 2  (ja) « Tome 6 », sur Kadokawa
8. 1 2  (ja) « Tome 7 », sur Kadokawa
9. 1 2  (ja) « Tome 8 », sur Kadokawa
10. 1 2  (ja) « Tome 9 », sur Kadokawa
11. 1 2  (ja) « Tome 10 », sur Kadokawa
12. 1 2  (ja) « Tome 11 », sur Kadokawa

Tate no yūsha no to aru 1-nichi
1. 1 2  (ja) « Tome 1 », sur Kadokawa
2. 1 2  (ja) « Tome 2 », sur Kadokawa
3. 1 2  (ja) « Tome 3 », sur Kadokawa

Tate no yūsha no oshinagaki
1. 1 2  (ja) « Tome 1 », sur Kadokawa
2. 1 2  (ja) « Tome 2 », sur Kadokawa
3. 1 2  (ja) « Tome 3 », sur Kadokawa
4. 1 2  (ja) « Tome 4 », sur Kadokawa
5. 1 2  (ja) « Tome 5 », sur Kadokawa
6. 1 2  (ja) « Tome 6 », sur Kadokawa
7. 1 2  (ja) « Tome 7 », sur Kadokawa

Édition française
Manga
The Rising of the Shield Hero
1. 1 2  « Tome 1 », sur Doki-Doki
2. 1 2  « Tome 2 », sur Doki-Doki
3. 1 2  « Tome 3 », sur Doki-Doki
4. 1 2  « Tome 4 », sur Doki-Doki
5. 1 2  « Tome 5 », sur Doki-Doki
6. 1 2  « Tome 6 », sur Doki-Doki
7. 1 2  « Tome 7 », sur Doki-Doki
8. 1 2  « Tome 8 », sur Doki-Doki
9. 1 2  « Tome 9 », sur Doki-Doki
10. 1 2  « Tome 10 », sur Doki-Doki
11. 1 2  « Tome 11 », sur Doki-Doki
12. 1 2  « Tome 12 », sur Doki-Doki
13. 1 2  « Tome 13 », sur Doki-Doki
14. 1 2  « Tome 14 », sur Doki-Doki
15. 1 2  « Tome 15 », sur Doki-Doki
16. 1 2  « Tome 16 », sur Doki-Doki
17. 1 2  « Tome 17 », sur Doki-Doki
18. 1 2  « Tome 18 », sur Doki-Doki
19. 1 2  « Tome 19 », sur Doki-Doki
20. 1 2  « Tome 20 », sur Doki-Doki
21. 1 2  « Tome 21 », sur Doki-Doki
22. 1 2  « Tome 22 », sur Doki-Doki
23. ↑  « Tome 22 collector », sur Doki-Doki
24. 1 2  « Tome 23 », sur Doki-Doki
25. 1 2  « Tome 24 », sur Doki-Doki
26. 1 2  « Tome 25 », sur Doki-Doki
27. 1 2  « Tome 26 », sur Doki-Doki
28. 1 2  « Tome 27 », sur Doki-Doki